# A-2002
La A-2002 es una carretera de la provincia de Cádiz, que va desde El Puerto de Santa María hacia la A-2004 y A-381.

## Historia
La conocida como carretera de El Portal es la remanencia del antiguo camino de Madrid a Cádiz después de abrirse el un camino más recto y corto entre las ciudades de El Puerto y Jerez por la sierra de San Cristóbal, conocido como camino de la Trocha de El Puerto por la cuesta de Matajaca.
Este camino era destinado al tránsito de vehículos, mientras que el futuro camino, debido a su alta pendiente era transitado por arrieros con mulas y caballos, que en infastuosas ocasiones, por accidente, podía perder la vida el animal, de ahí la toponimia de Matajaca.
Luego de abrirse la trocha, el camino real pasa al nuevo trazado y después con los años a convertirse a la N-IV, actual CA-31. 
- Datos: Q5653200